# Янковичи де Мириево
Янковичи де-Мириево — древний российский дворянский род, сербского происхождения.

## Происхождение и история рода
Фамилия Янковичев происходит от знатных и благородных предков королевства Сербии. Когда турки завладели королевством (1459), то большая часть знатных и благородных родов поселились в Венгрии, в числе которых были и Янковичевы, имение которых находилось не далеко от захваченной турками крепости и главного города Белграда, в селе Мириево.
Впоследствии, турки стали нападать на Венгрию и выехавшие из Сербии рода стали активно поддерживать императора Фердинанда I, добивавшегося права управления Венгрией, которое осуществил император Леопольд I, выгнав турок из Венгрии. В знак верности к себе народа сербского, император Леопольд I одарил их великими преимуществами, а императрица-королева Мария-Тереза оказала монаршие щедроты и в память о владении селом Мириево разрешила Фёдору Яновичу и потомству мужского и женского поколения утвердить почётное имя де-Мириево и присоединить его с потомством к числу дворян, находящихся в Римской империи, с выдачей диплома (06 сентября 1774), с включением герба его, изображающего военные подвиги фамилии Янковичевы против турок.
По прошению коллежского советника и директора школ, императорского королевства венгерского дворянина Фёдора Яновича де-Мириево, императрица Екатерина II, соизволила повелеть принять его в российское подданство и чтоб он с детьми и потомством пользовался всеми правами и преимуществами российского дворянства. Его сын Иван Фёдорович генерал, участник войны (1812).

## Описание герба
Щит разделён на четыре части, из которых в первой и четвёртой частях, в золотом поле, изображён чёрный одноглавый орёл с распростёртыми крыльями. Во второй и третьей частях, в серебряном поле, горизонтально означены по две полосы красного цвета. В этих полях поставлено на трёх зелёных холмах по одному золотому коронованному льву, обращённому один к другому, которые в лапах имеют меч, вверх поднятый и отрубленную турецкую голову. Щит увенчан дворянским шлемом с дворянской на нём короной, на поверхности которой между двух распростёртых чёрных орлиных крыл виден выходящий коронованный лев, держащий в лапах меч и турецкую голову. Намёт: чёрного и красного цвета, подложенный золотом и серебром.
Герб внесён в Общий гербовник дворянских родов Российской империи Часть V № 136.